# Werner Möhl
Werner Möhl (* 2. November 1927 in Ströbitz; † 24. Februar 2013) war ein deutscher Kommunalpolitiker und Landrat (SPD).

## Leben und Beruf
Nach dem Schulbesuch und einer Ausbildung war er von 1944 bis 1957 als Verwaltungsangestellter tätig. Von 1957 bis 1977 war er in Laasphe Gewerkschaftssekretär und von 1977 bis 1988 DGB-Kreisvorsitzender des Kreises Siegen-Wittgenstein. 
Dem Kreistag des ehemaligen Kreises Wittgenstein gehörte er vom 6. April 1961 bis zur Gebietsreform am 31. Dezember 1974 an. Ab 5. Mai 1975 war er Kreistagsabgeordneter des Kreises Siegen-Wittgenstein. Vom 8. März 1966 bis zum 31. Dezember 1974 war er der letzte Landrat des Kreises Wittgenstein. Mitglied des Rates der Stadt Laasphe war Möhl von 1959 bis 1978. Vom 21. November 1969 bis zum 20. September 1978 war er Bürgermeister in Laasphe. 
Von 1964 bis 1969 war er Mitglied der Landschaftsversammlung des Landschaftsverbandes Westfalen-Lippe. Außerdem war Möhl in verschiedenen Gremien des Landkreistages Nordrhein-Westfalen tätig.

## Sonstiges
1987 war er Mitbegründer der Veranstaltergemeinschaft Radio Siegen. Er war Mitglied im Vorstand der AOK Wittgenstein und zeitweise Vorsitzender der Vertreterversammlung der AOK Siegerland. Zudem war Möhl Gremiumsmitglied der  Landesversicherungsanstalt. Sein besonderes Interesse galt der Arbeiterwohlfahrt.